# Sputnik 1
Sputnik 1 (rusko Спутник-1, Sopotnik 1, kodna označba PS-1 (ПС-1), Простейший Спутник-1, Osnovni Sopotnik-1) je bil prvi Zemljin umetni satelit, prvi iz niza sovjetskih satelitov Sputnik. Izstrelili so ga 4. oktobra 1957 v času mednarodnega geofizikalnega leta s 5. raziskovalnega poligona Ministrstva za obrambo ZSSR »Tjura-Tam« (sedaj Toretam) (NIIP-5), kasneje poimenovanega kot Kozmodrom »Bajkonur«.
Sputnik je tehtal 83 kg in je imel dva radijska oddajnika. Zemljo naj bi obkrožal na nadmorski višini 250 km v nizkozemeljskem tiru.
Izstrelitev Sputnika 1 je predstavljala začetek vesoljske tekme med Sovjetsko zvezo in ZDA. 
Raketa nosilka (medcelinska balistična raketa SS-6) je ob 22:28 po moskovskem času s kozmodroma Bajkonur vzletela v nebo. S tem dnem se je resnično začela vesoljska doba. Satelit Sputnik je imel premer vsega 58 centimetrov. V notranjosti krogle je bil radijski oddajnik, ki je oddajal znameniti bip-bip-bip. Satelit je Zemljo obkrožil v 96,2 minutah, krožil je na nadmorski višini med 227 in 945 kilometrov. Bil je preprosta aluminijasta krogla, iz katere so štrlele štiri dolge antene (dve 2,4 m in dve 2,9 m).
Načrtovalec Sputnika, ruski vesoljski strokovnjak Sergej Pavlovič Koroljov, je kasneje takole komentiral obliko prvega satelita: »Zdi se mi, da mora prvi Sputnik imeti enostavno in prepoznavno obliko, podobno obliki naravnih nebesnih teles.«. To je res bilo pomembno, »saj bo Sputnik za vedno ostal v zavesti ljudi kot simbol začetka vesoljske dobe«. Odziv, ki ga je Sputnik povzročil v ZDA, je nihal med presenečenjem in skorajda preplahom. Različne raziskave so ugotovile, da je v dveh mesecih po izstrelitvi, zanj vedel že skoraj vsak Američan. Opazovanje Sputnika na njegovi poti po nebu je postalo pravi svetovni dogodek, časopisi pa so objavljali napovedi o legi satelita.
V starejšem izrazoslovju je Sputnik 1 postal sopomenka, oziroma tudi generični izraz za vse umetne satelite in posebej za umetne satelite, izdelane v SZ.

### Posnetki signala, ki ga je oddajal Sputnik
- Posnetki iz Washingtona DC
- Posnetki iz Nemškega Ham Operator
- Posnetki iz Češkoslovaške
- Prvi umetni satelit in odziv svetovne javnosti
- Posnetki NASE
- Sputnik 1